# Улица Лизы Чайкиной (Москва)
У́лица Ли́зы Ча́йкиной — улица в Северном административном округе города Москвы на территории района Аэропорт.

## Расположение
Улица Лизы Чайкиной начинается от Ленинградского проспекта, пересекает улицу Авиаконструктора Яковлева и заканчивается на пересечении с улицей Усиевича напротив Амбулаторного пруда. Часть улицы Лизы Чайкиной, расположенная между улицами Авиаконструктора Яковлева и Усиевича, разделена бульваром. Улица имеет по две полосы движения в каждом направлении.

## История
Улица была образована 25 декабря 1961 года. До этого территорию улицы занимала малоэтажная застройка села Всехсвятского. На месте улицы Лизы Чайкиной располагались Поляковский и Кузинский переулки, названные по фамилиям домовладельцев села.
Улица получила название в память Елизаветы Ивановны Чайкиной (1918—1941) — секретаря Пеновского подпольного райкома комсомола, партизанки, Героя Советского Союза. В ноябре 1941 года она попала в немецкий плен и после пыток была расстреляна.

## Здания и сооружения
По нечётной стороне:
- № 1 — «Теледом»: павильон, с 2007 года использующийся для съёмок многих телевизионных программ. В разное время в нём проходили съёмки телеигр «Интуиция», «Кто хочет стать миллионером?»[4], «Своя игра»[5], «Сто к одному»[6], «Слабое звено», «Самый умный», «Кто хочет стать Максимом Галкиным?», «Устами младенца», музыкального шоу «Голос» (1—5 сезоны)[7] и др. С 22 мая 2017 года в павильоне также проходят съёмки ток-шоу «Пусть говорят»[8] (ранее здесь проходили съемки ток-шоу «На самом деле»).
- ОКБ имени Яковлева

По чётной стороне:

## Транспорт
По улице общественный транспорт не проходит. Ближайшие остановки — Улица Лизы Чайкиной автобусных маршрутов м1, н1, н12, т65, т70, т86, 105, 356, 403, 412 на Ленинградском проспекте и Ленинградский рынок — Кинотеатр «Баку» автобусов 22к, 105к, 110 на улице Усиевича. Ближайшие станции метро — «Аэропорт» (520 м) и «Сокол» (630 м).